# Bicitaxi

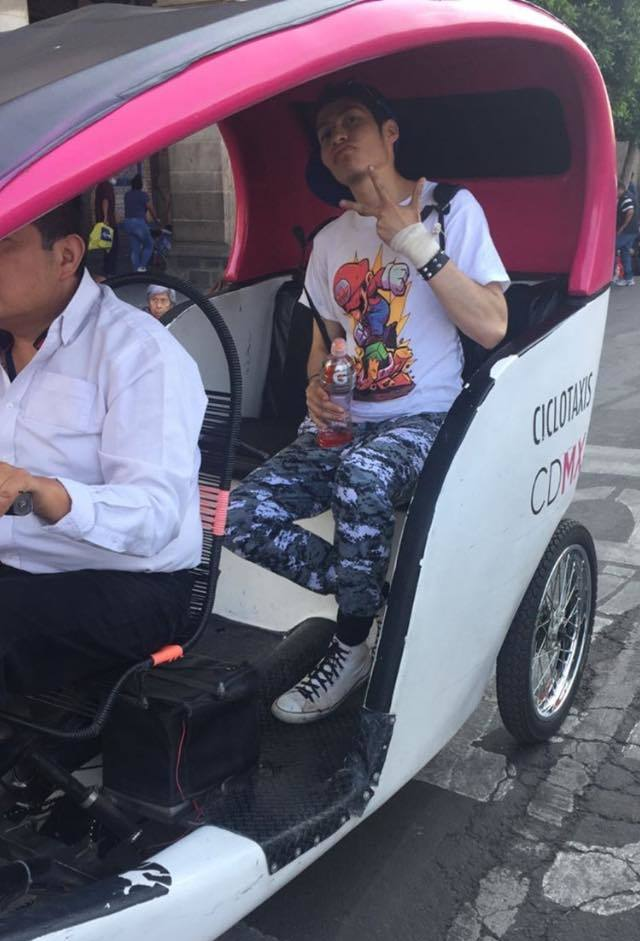
Bicitaxi a Mèxic.

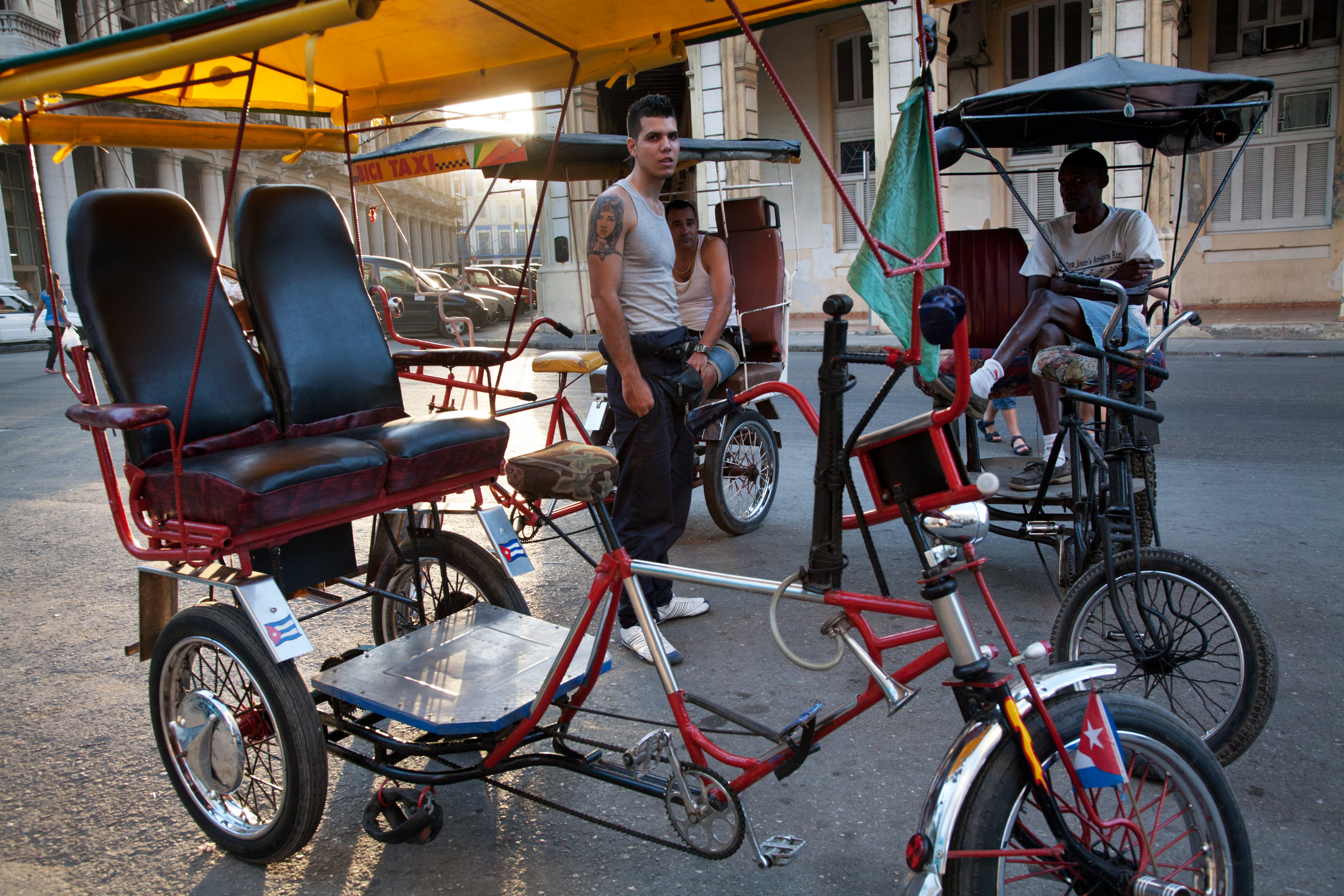
bicitaxis a Cuba.

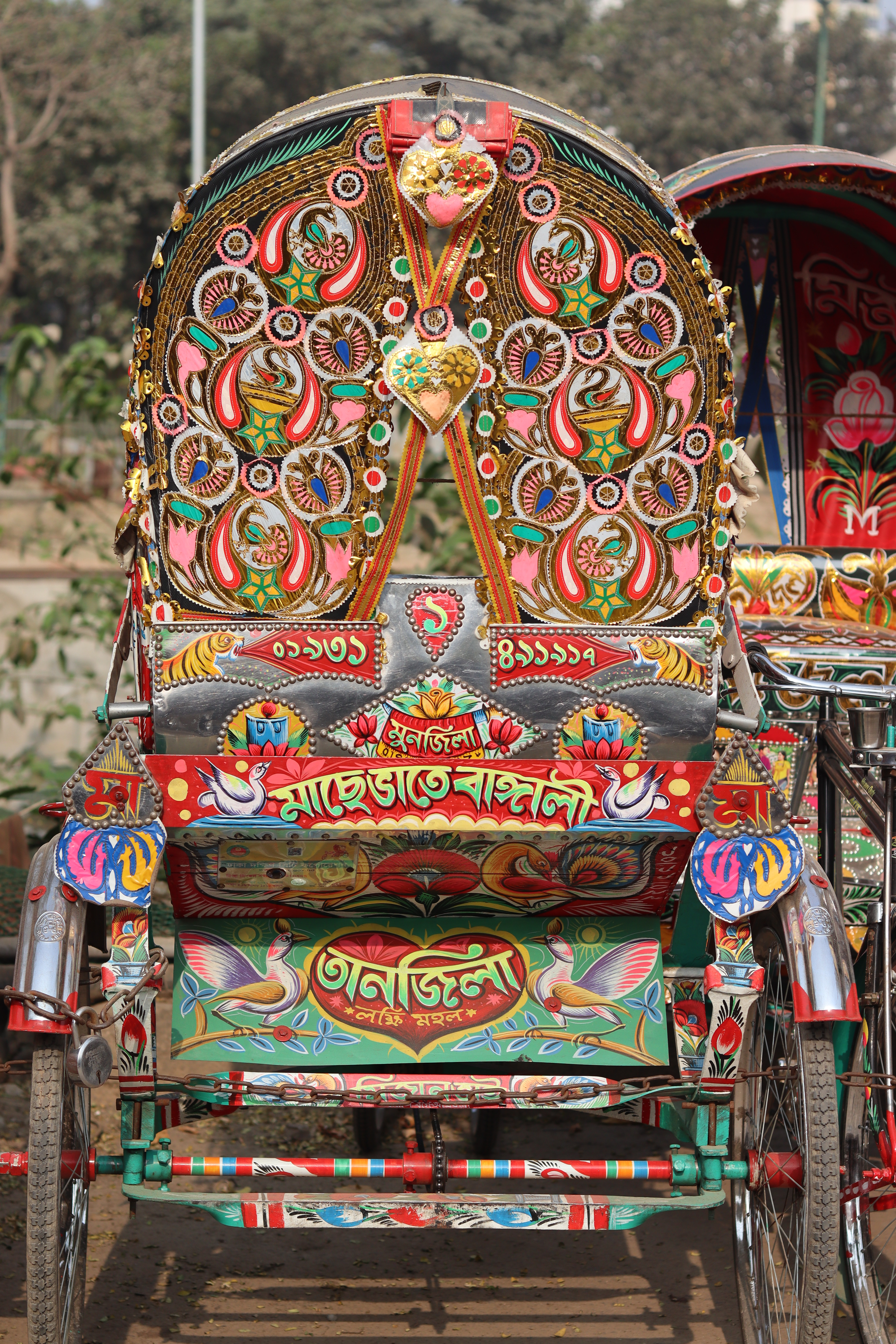
Decoració de rickshaw en bicicleta a Dhaka, Bangla Desh el 2023

El  bicitaxi  (també rickshaw,  tricitaxi ,  pedicab  o  velotaxi ) és un vehicle destinat al transport de passatgers i construït sota el principi de la bicicleta, accionat amb tracció humana i amb una capacitat de dos passatgers adults asseguts i el seu conductor.
Per raons òbvies, el seu àmbit és el transport urbà de passatgers, especialment per passejos turístics per la ciutat.
A la novel·la de Dominique Lapierre "La ciutat de l'alegria" s'hi fa una detallada descripció literària de la vida dels conductors de bicitaxis de Calcuta.
Molts bicitaxis, sobretot en ciutats asiàtiques com ara Xangai i Pequín, estan equipats amb motor elèctric modernitzant el rickshaw. En ciutats dels Estats Units i d'Europa, s'utilitzen com a vehicles turístics amb pedaleig assistit que no substitueix mai l'acció del pedaleig del conductor, però que sí que l'ajuda en moments molt puntuals, com ara la sortida, després d'una frenada o en pujar un pendent.
Ja existeixen dissenys futuristes del bicitaxi clàssic i aquest sistema de transport alternatiu i ecològic podria convertir-se en un fenomen mundial que ja s'ha implantat en diverses ciutats: Barcelona, Berlín, Frankfurt del Main, Hamburg, Düsseldorf, Màlaga, Múnic, Copenhaguen, Londres, Viena, Bogotà, Amsterdam, Nova York, Mèxic, Sant Francesc, Lima (no oficial) i Washington.